# Kazachstania jiainica
Kazachstania jiainica är en svampart som beskrevs av C.F. Lee & Chun H. Liu 2008. Kazachstania jiainica ingår i släktet Kazachstania och familjen Saccharomycetaceae.   Inga underarter finns listade i Catalogue of Life.